# Walloomsac (New York)
Walloomsac is een plaats aan de Walloomsacrivier in de Amerikaanse staat  New York. Het ligt stroomopwaarts ten oosten van North Hoosick en omvat het slagveld van de Slag bij Bennington, waar aan beide zijden van de rivier in 1777 een treffen plaats had.